# Souimanga d'Amani
Hedydipna pallidigaster
Espèce
Statut de conservation UICN

 EN  : En danger
Le Souimanga d'Amani (Hedydipna pallidigaster) est une espèce d'oiseaux de la famille des Nectariniidae.
On le trouve au Kenya et en Tanzanie.
Son habitat est celui des forêts humides tropicales et subtropicales et des forêts humides d'afromontane. Le mâle a un corps couvert de plumes blanches et vert foncé, tandis que le plumage de la femelle est jaune et gris. La saison de reproduction va de mai à juin et de septembre à décembre. Son régime alimentaire habituel est composé d'araignées, de chenilles et d'insectes volants.
Il est menacé par la régression de son habitat.